# Cwalinki
Cwalinki (niem. Klein Zwalinnen, 1938–1945 Kleinschwallen) – osada w Polsce położona w województwie warmińsko-mazurskim, w powiecie piskim, w gminie Biała Piska.
W latach 1975–1998 miejscowość administracyjnie należała do województwa suwalskiego.